# MG Rover Group
MG Rover Group fue un fabricante inglés de automóviles, con base en la planta de Longbridge en Birmingham. Fue el último vestigio de lo que anteriormente se conocía como British Leyland Motor Corporation, el mayor fabricante unificado de automóviles del Reino Unido.
Se formó en el año 2000 como consecuencia del continuo desmembramiento del ex-Rover Group, cuya administración fue asumida por BMW en 1994 y que a su vez se desligó de sus principales marcas, vendiéndole a Ford las firmas Jaguar Cars y Land Rover, con las cuales se creó el Premier Automotive Group. Las marcas Rover y MG Cars habían sido adquiridas a precio simbólico por cuatro empresarios británicos quienes formaron el holding Phoenix Venture, dando inicio al MG Rover Group.
Sin embargo, en abril de 2005, la producción cesó cuando la compañía Phoenix Holdings, a la que pertenecía, la declaró insolvente. Tras la quiebra de MG Rover, se buscaron alternativas para rescatar ambas marcas de la desaparición. De esta forma, el grupo automovilístico chino Nanjing Automobile anunció la compra de los activos de MG Cars en julio de 2005, creando la NAC MG Motor UK. En tanto que, a fin de preservar la marca Land Rover, Ford Motor Company se hizo con el sello de la marca Rover, relegando a la también empresa china SAIC Motor. Sin embargo, a pesar de no contar con el sello de Rover, SAIC se terminó quedando con los derechos de producción de los modelos 25, 45 y 75 de Rover, teniendo licencia para producir estos modelos y sus respectivos sucesores. Para ello, en 2006 creó la marca Roewe para producir sus nuevas unidades. Finalmente, en el año 2007 se produjo la absorción de Nanjing por parte de SAIC y por consiguiente, la integración de la marca MG a este grupo. A su vez, se produjo la separación de Nanjing y MG, formándose con esta última una nueva división que fue denominada como MG Motor.

## Historia

Rover 8HP de dos asientos (1904) en la prueba Londres-Brighton de 2010.

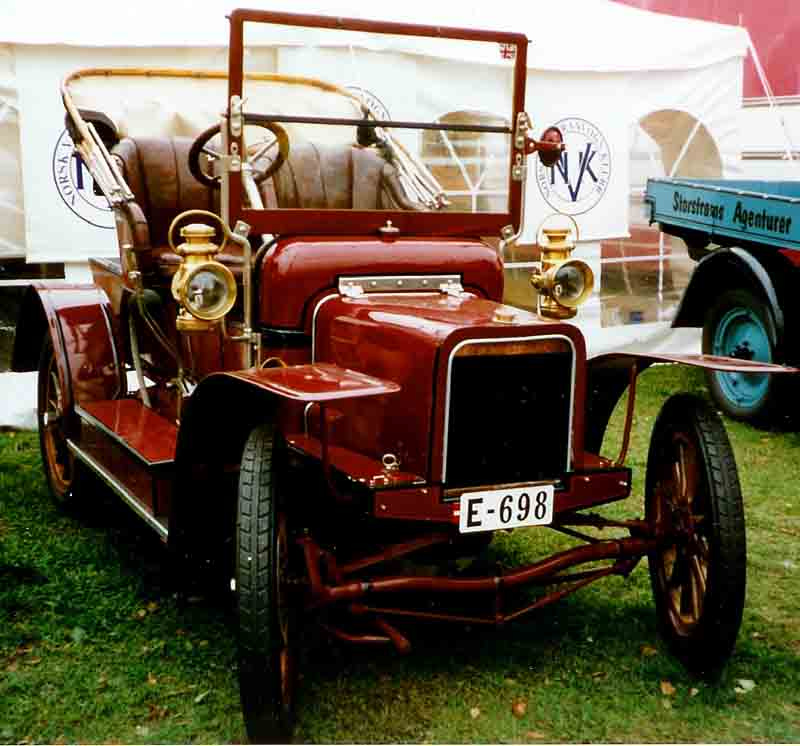
Rover (1905).

La historia de la marca se remonta hasta mucho antes de que alguien hubiera fabricado un automóvil con motor. En realidad sus raíces descansan en una empresa que en 1861 comenzó fabricando máquinas de coser. Uno de sus fundadores fue James Starley reconocido hoy en día como el padre de la industria moderna de Coventry. La Coventry Sewing Machine Company se transformó rápidamente en fabricante de bicicletas, introduciéndose en el negocio John Kemp Starley, sobrino del anterior. En 1877 John Starley y su socio William Sutton comenzaron a fabricar bicicletas. En 1884 denominaron a uno de sus diseños «Rover» (persona que viaja sin destino fijo), para simbolizar la libertad de movimiento. Este nombre impactó en el público cuando se utilizó para la bicicleta de seguridad de 1885. Impulsado por el éxito de esta bicicleta, John Starley convirtió la empresa fundando la Rover Cycle Company Ltd en 1896.

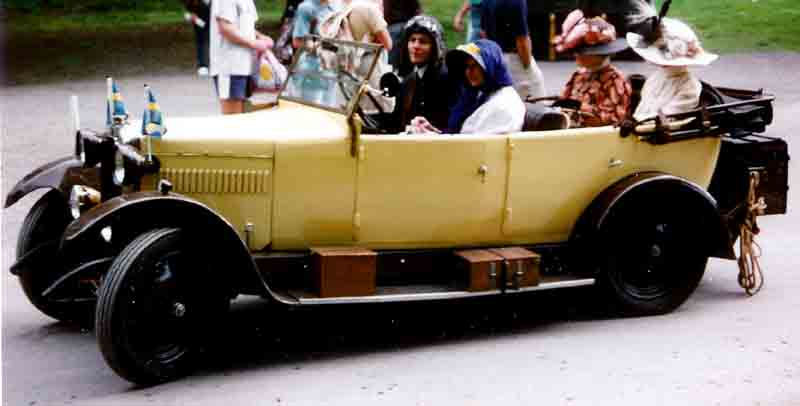
Rover Tourer de 1926.

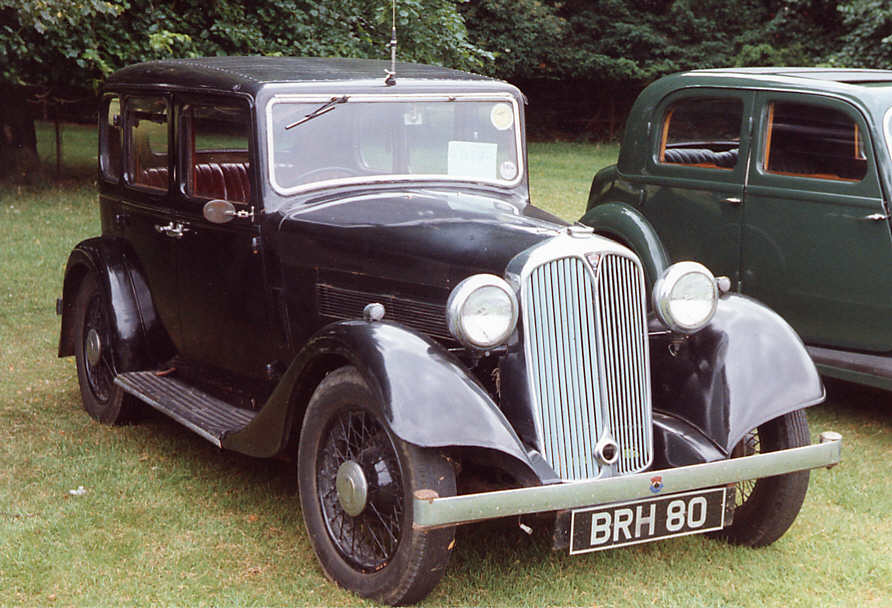
1936 Rover 10.

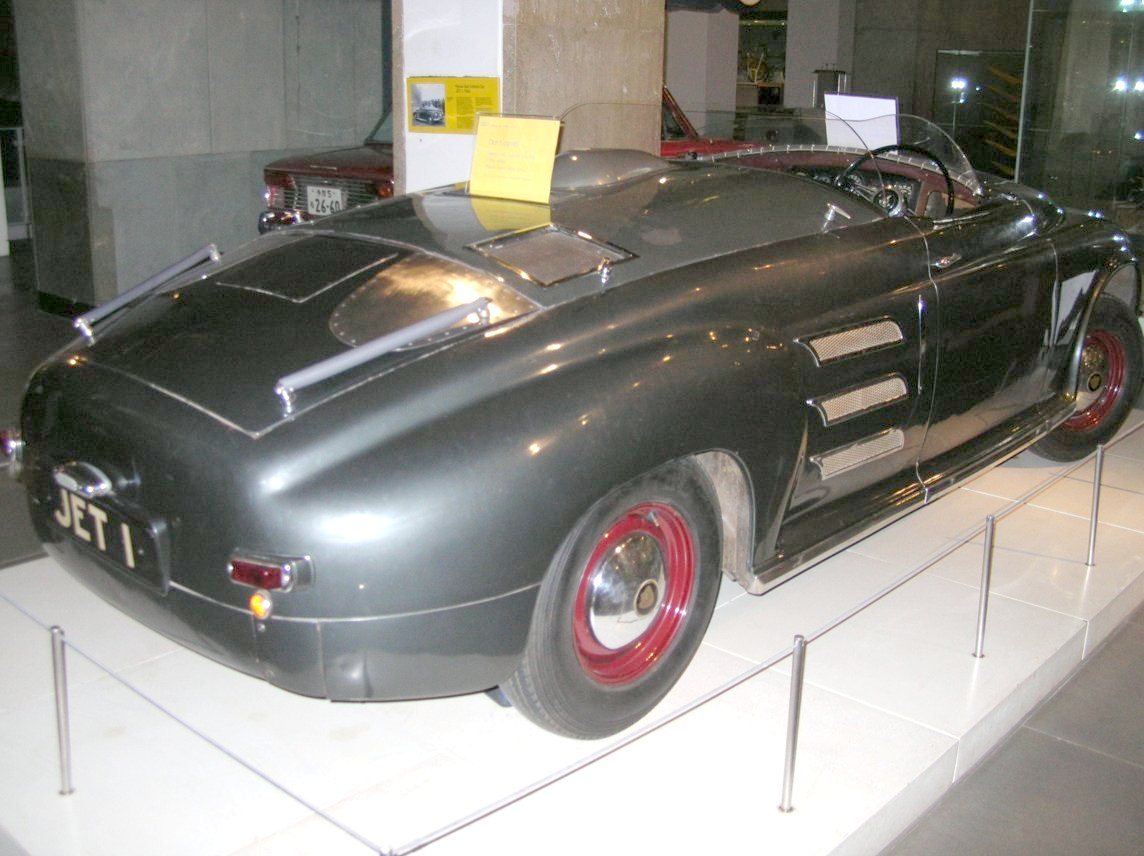
Vehículo experimental Rover de turbina de gas.

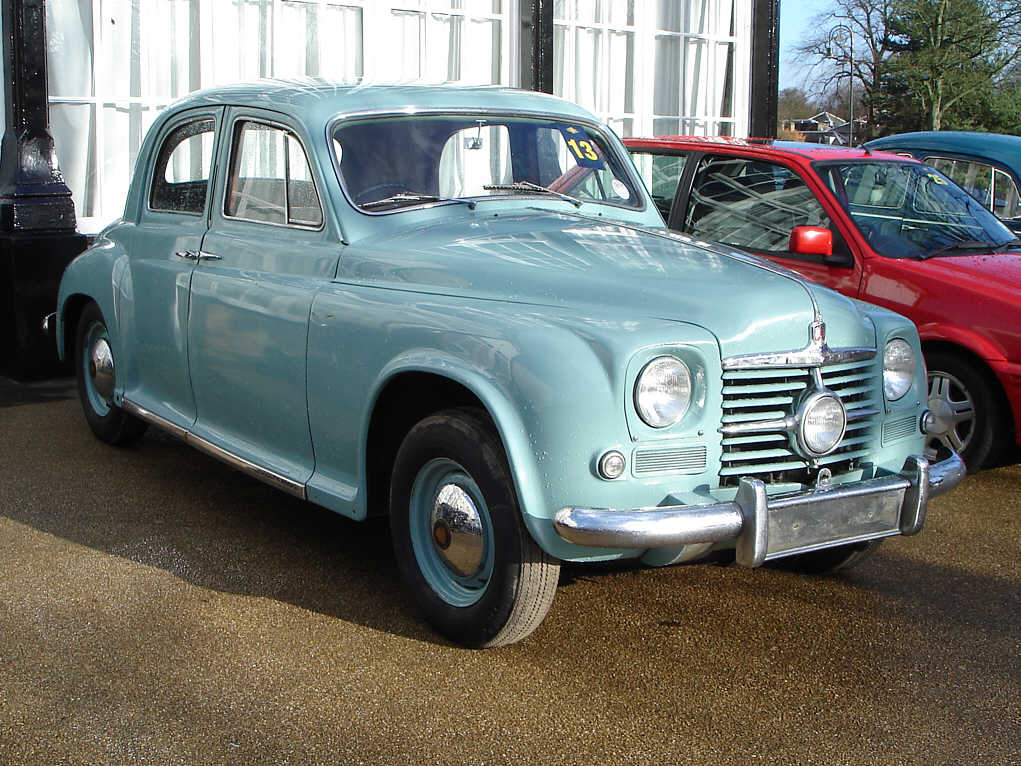
1950 Rover P4.

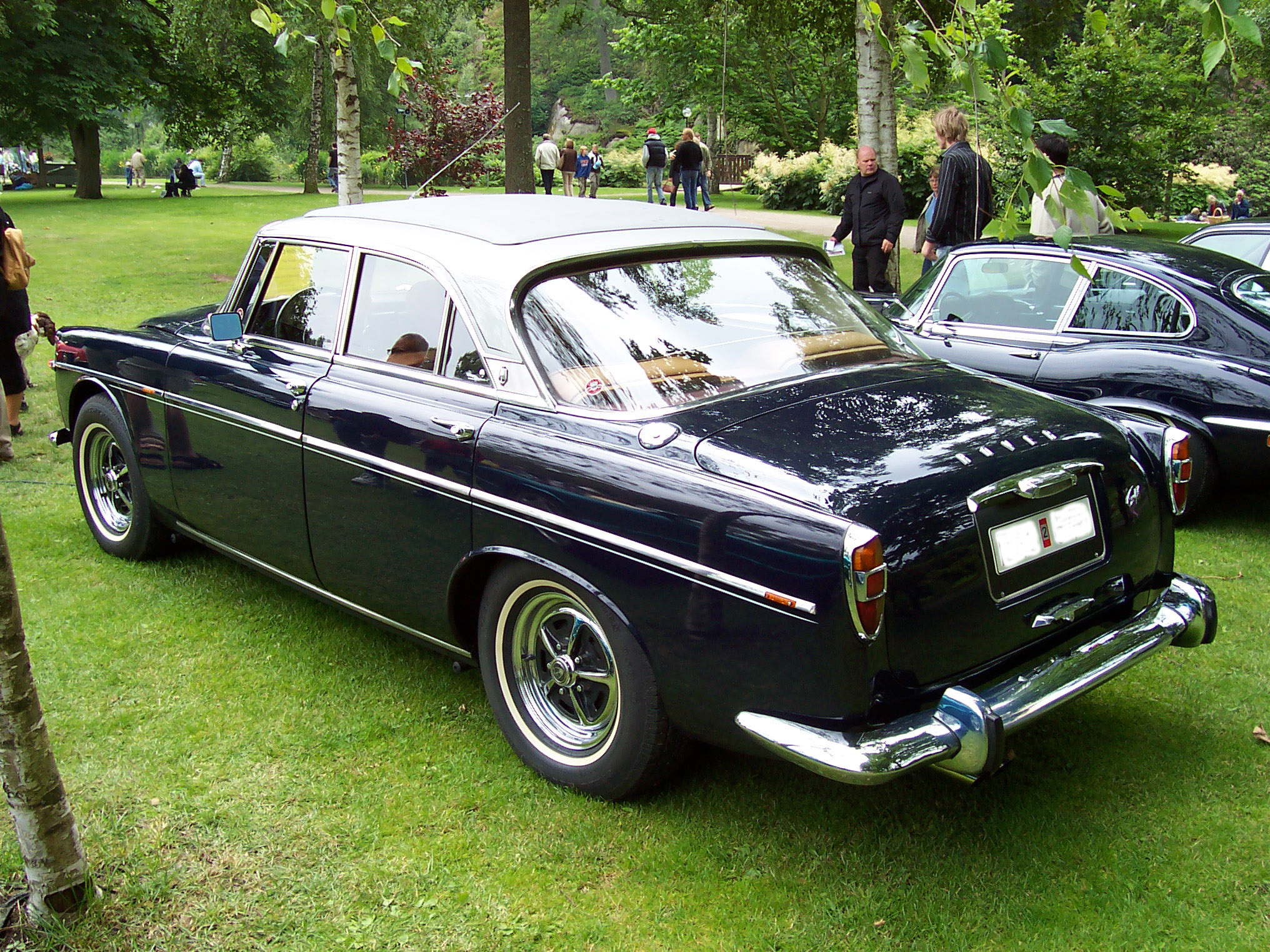
1960 Rover P5.

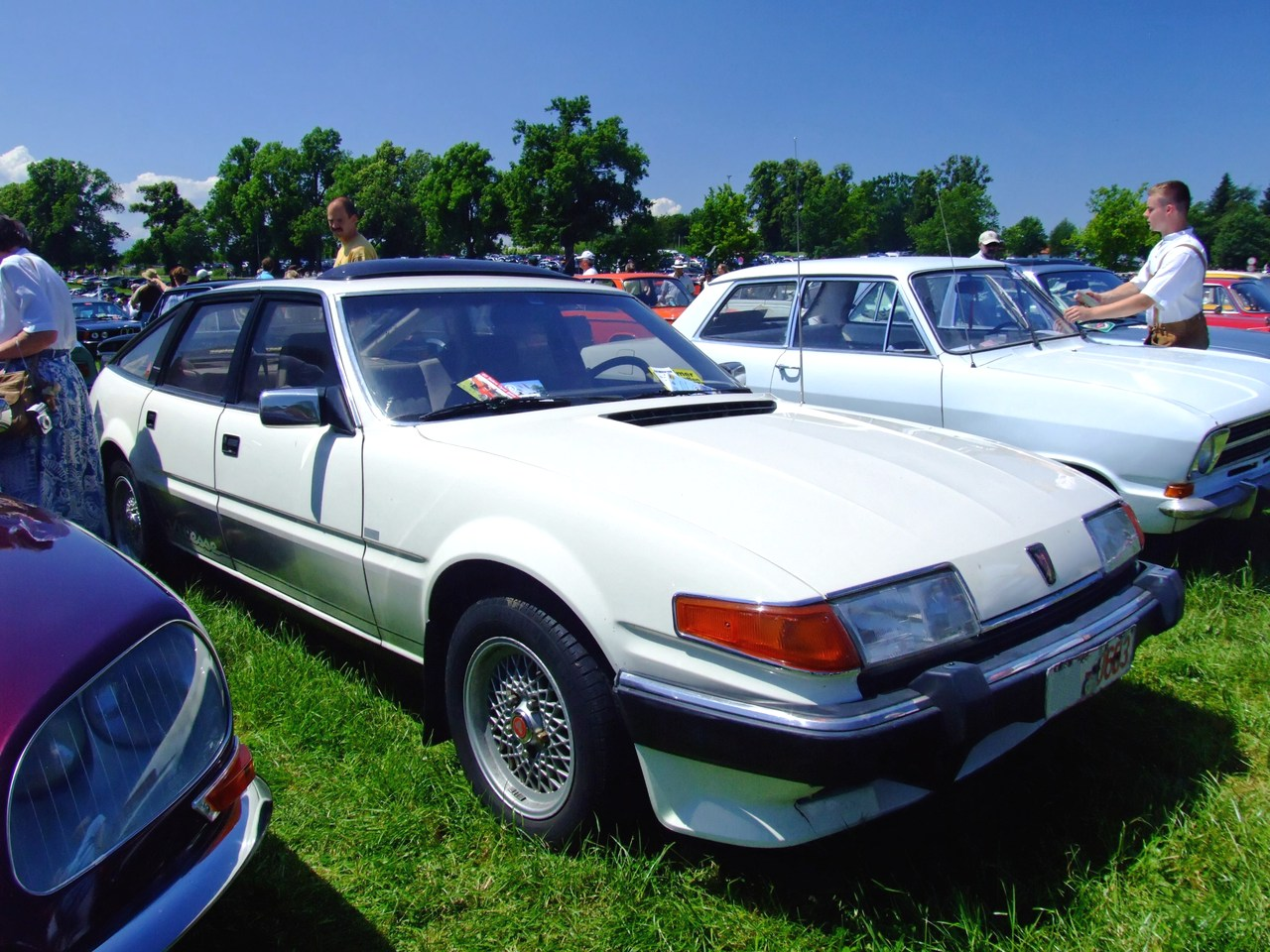
1983 Rover SD1 Vitesse.

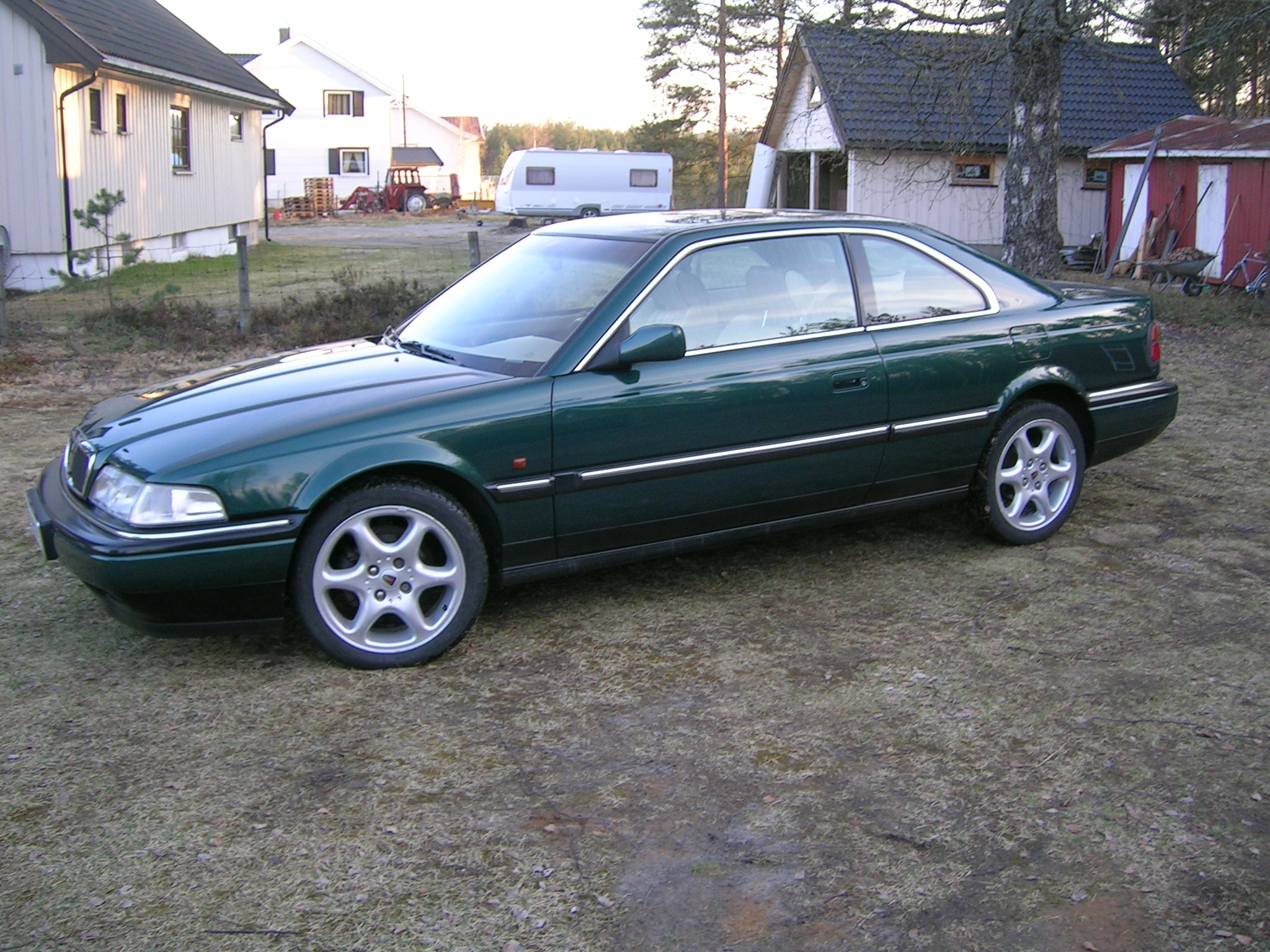
1993 Rover 827 Coupé.

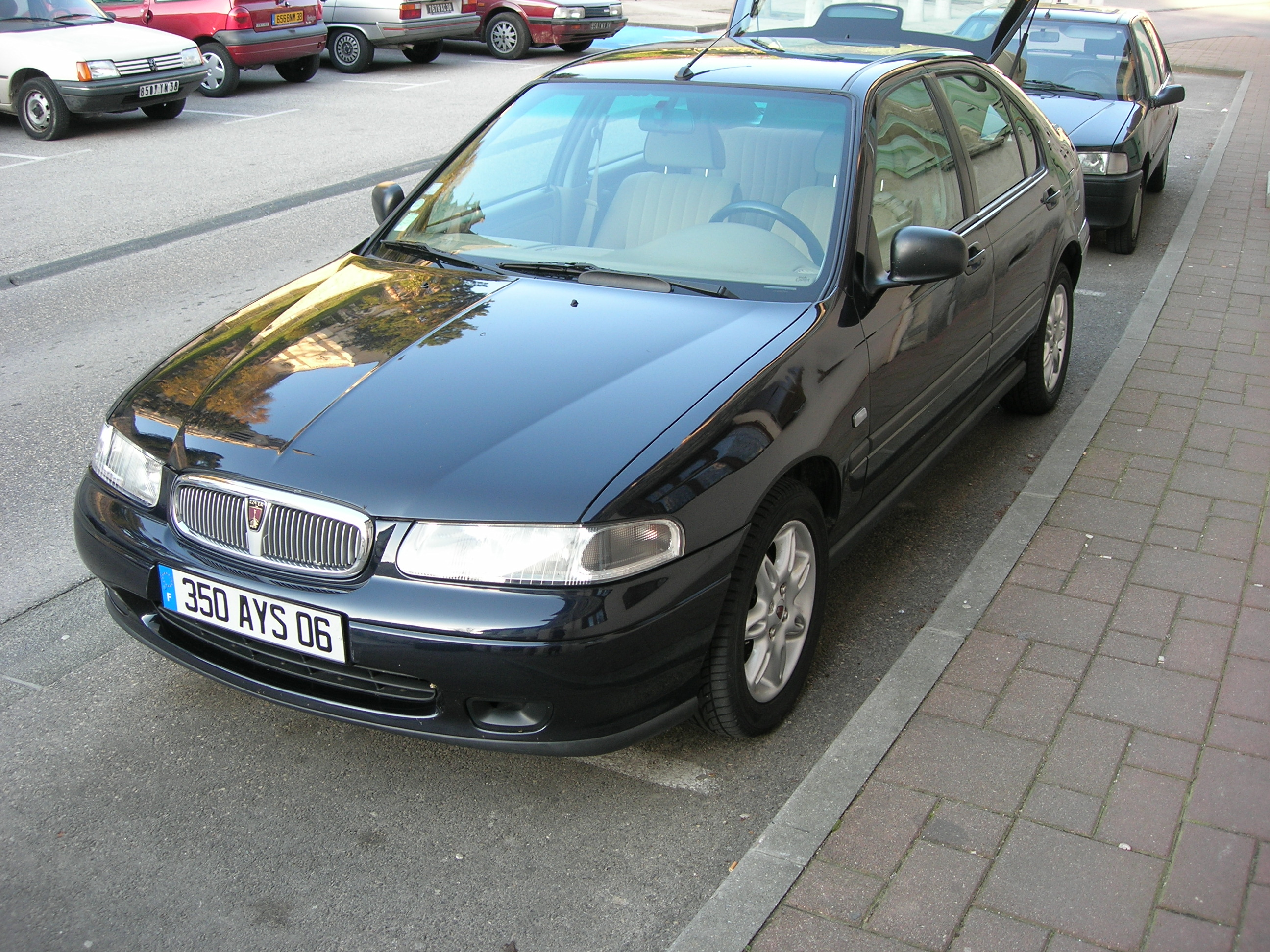
1996 Rover 400.

En 1902 se vio nacer el primer vehículo de motor Rover, una máquina de 2¾ CV que se vendió por 55 libras. El primer coche Rover fue el 8CV de 1904, con un motor de 1,3 litros y 1 cilindro. Este coche desarrollaba una velocidad máxima de 40 km/h y su precio fue de 200 libras. Los 10/12 y 16/20 de 4 cilindros vinieron posteriormente en 1905.	
En 1906 Rover se convirtió en la Rover Company LTD y un año después un automóvil de 20 CV ganó la carrera internacional del Tuorist Trophy de ese año en la Isla de Man. Este coche de 3,3 litros tenía un novedoso sistema de frenado, utilizaba la compresión del motor como suplemento del freno normal. Entre los diversos automóviles producidos antes de la I Guerra Mundial el que más ayudó a consolidar la imagen de Rover de calidad de diseño y artesanía fue el famoso 12 CV diseñado por Owen Clegg. Este coche de tamaño mediano de 2,3 litros fue fabricado de 1912 a 1915.
Después de la I Guerra Mundial se reanudó la fabricación del Rover de 12 CV. En esta época se empezó a fraguar la imagen de Rover, la rejilla del radiador evolucionó desde un perfil de líneas rectas a las forma más redondeadas, pero reteniendo los característicos "hombros" de la matriz de la forma del escudo original. La primera idea del escudo de Rover surgió en 1922, cuando la empresa presentó un guerrero vikingo para que los usuarios los adaptaran a sus tapones de llenado de los radiadores. El primer vehículo que monto de serie esta mascota fue un 2.0 litros en 1929 
De 1920 a 1925, Rover construyó el popular modelo 8CV de 2 cilindros refrigerado por aire, que constituyó la base del 1924-27 Nine, con motor OHV de 4 cilindros refrigerado por agua. Para sus gamas de coche mayores de mediados de los años 20, Rover adoptó un ambicioso diseño avanzado de motor obra del noruego Peter Poppe. Utilizado en los modelos 14/45 (2,1 litros) y 16/50 (2,4 litros) los modelos incorporaron un árbol de levas en cabeza y las válvulas inclinadas en cámaras de combustión hemisféricas.
En 1921 se vio el comienzo de MG como se conoce hoy en día. Cecil Kimbel se asoció con Morris Garages como representante de ventas. Estaba interesado en el diseño, la construcción de carrocerías y también era un entusiasta conductor de coches de carreras. En 1923 construyeron el primer Rover con carrocería MG, vendido por Morris Garages. En 1924 fue fabricado el primer MG, un sedán de cuatro puertas. En 1925 MG construyó su primer coche de carreras, el "Old Number One" para la Land's End Trial. Tenía una velocidad punta de 130,56 km/h y costó 300 libras
El primer de motor de 6 cilindros de Rover apareció en los modelos 1928-32 de 2 L y Light Six. Fue un Light Six de 1929 el que se convirtió en leyenda en 1930, venciendo al gran expreso francés "Tren azul" desde Niza a Calais. En 1929 Rover empezó a utilizar el famoso logotipo del barco vikingo, además de una cabeza vikinga en el radiador.
En los años 30, Rover había de establecer un precedente decisivo en el arte de superar condiciones económicas difíciles. Para ello, después de las secuelas de la depresión, un nuevo equipo de dirección encabezado por Spencer Wilks impulsó una firme política de ofrecer productos de muy elevada calidad, diseñados y construidos con cuidado e integridad. Una fuerte influencia familiar en el diseño de estos Rover "Wilks" comenzó por un elegante y dignificado soporte del radiador cromado, adornado atractivamente por la insignia del barco vikingo. Los ingenieros de Rover combinaron las innovaciones técnicas (como el avance de encendido controlado por vacío y los soportes flexibles del motor) con principios de diseño clásicos y un gusto impecable. Ya antes del estallido de la guerra en 1939 la firma tenía una gran reputación, lo que le sirvió para sobrevivir durante estos años. Esto le permitió a la marca no desaparecer, al contrario de otras marcas que se extinguieron debido a la falta de clientes en tiempo de guerra.

### Durante la Segunda Guerra Mundial
La fábrica de Coventry durante el conflicto fue considerada objetivo de guerra por los Alemanes, siendo bombardeada por la Luftwaffe en varias ocasiones. Debido a esto, se trasladó a Solihull en Birmingham en 1945. Desde 1945 a 1948, Rover continuó construyendo versiones de los modelos prebélicos. La gran berlina 16 CV Sports de 1947 resume la elegancia Rover tradicional de la época.
Respondiendo al mundo radicalmente cambiado del final de los años 1940, Rover trabajó duramente para desarrollar productos orientados a la exportación. Además de lanzar el Land Rover en 1948, produjo también la gama interna "P3" de modelos "60" y "75" que tenían una apariencia similar a los coches de antes de la guerra, pero con motores nuevos y características en los chasis avanzados. El diseño definitivo de después de la guerra, el "P4", apareció primero en el nuevo modelo "75" de octubre de 1949. Inicialmente, el diseño innovador causó algún impacto con su tratamiento del negro en la rejilla; incluso la insignia se rediseñó. Sin embargo, las suaves prestaciones, el espacio y la calidad del nuevo 75 pronto convencieron a los dudosos. Rover utilizó un chasis 75 modificado para construir el primer coche del mundo con turbina de gas, y nuevamente ganó el trofeo RAC Dewar a los logros técnicos en 1950.
Haciéndose eco de las preferencias de los clientes, Rover creó una versión moderna y atractiva del tema de la rejilla tradicional para la versión 1952 del 75. Incorporó también una forma de la insignia ciertamente familiar. La gama P4 se amplió durante los años 50 para dar cabida al 60 y al 90, y luego a los modelos 105 de altas prestaciones en 1957. Escalando el mercado en 1959, Rover lanzó la gran berlina de 3 litros (P5).
Después de la guerra tomó una creciente importancia para Gran Bretaña la exportación de coches, para conseguir las muy necesarias divisas (especialmente dólares). Se desarrolló MGTC, el primer MG que se vendió en grandes cantidades fuera de Inglaterra. En 1955 el MG diseñado por Syd Enver fue el primer coche deportivo cubierto con capota. Hasta la fecha, todos los bólidos eran descapotados.

### Época de oro
A finales de los 50 la prosperidad volvió a Gran Bretaña, coincidiendo con la época de la presentación del Mini. Lanzado el 26 de agosto de 1959, el Austin Mini/Morris Mini fue el resultado del trabajo de Alec Issigonis. Cuatro Años más tarde el Morris Mini Cooper "S" ganó el Rally de Monte Carlo. Con su ingenioso uso del espacio el Mini ha sobrevivido hasta llegar a ser el último coche pequeño. De hecho, ha sido vendido bajo seis marcas diferentes.
Rover lanzó su primer automóvil con turbocompresor en 1961, el "T4", de 140 CV de potencia máxima y velocidad punta de 187 km/h. Dos años después un coche de competición ganó las 24 Horas de Le Mans recorriendo 4140 km a una velocidad media de casi 173 km. 
El Rover que sustituyó finalmente a la familia P4 supuso un cambio importante respecto a su predecesor. Presentado como Rover 2000 en 1963, el P6 inspiró una nueva clase completa de coches ejecutivos de 2 l. Para enfatizar su ingeniería remarcadamente innovadora y de gran éxito, el 2000 ostentó la mayor insignia del barco vikingo que hasta el momento había adornado una rejilla de radiador. Líder en seguridad y prestaciones, ganó la primera edición del Coche del Año en Europa y la prestigiosa medalla de oro de la Automovile Association.

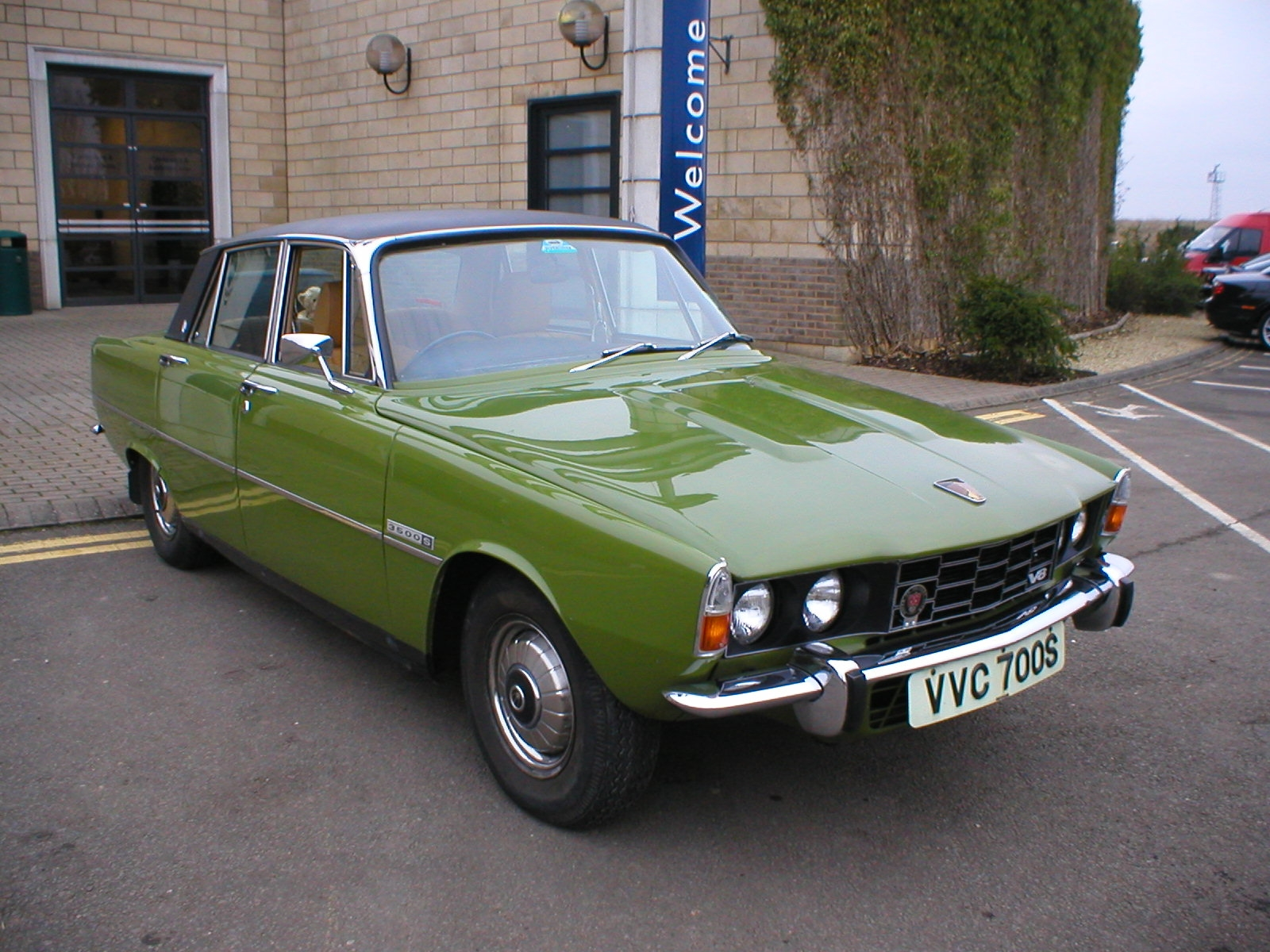
1973 Rover P6.

En 1970 el singular Range Rover fue lanzado al mercado, un vehículo lujoso de altas prestaciones con tracción a las cuatro ruedas y espíritu y capacidad tanto en carretera como fuera ella. El motor era un V8 de 3,5 L. Sin embargo, su fabricación se indpendizó en una empresa separada de la casa matriz. La British Leyland fue nacionalizada en 1975.
En 1977 el Rover 3500 fue nombrado Coche del Año en Europa. Era un vehículo con un motor V8 y una apariencia de distinción y prestigio. El Rover SD1 fue uno de los coches más apreciados en esta época.
No eran buenos años para el Grupo que emprendió un programa de reestructuración masivo. Este programa desembocó en el Grupo Rover que hoy en día conocemos. Durante esta época el vehículo más vendido fue el Mini con una producción anual de 300.000 coches. Sin embargo este vehículo no caló en USA, al contrario que el segmento de coches deportivos, en especial el MGB y el MG Midget que llegaron a ser muy populares en América. Durante la historia de Rover siempre han existido "grandes pequeños". Así, manteniendo su línea de acabados y prestaciones, lanzó en 1980 el Austin Mini Metro como un coche de tres puertas con un tamaño superior al Mini y con unas motorizaciones de 1 o 1.3 litros. Este coche llegó a ser extremadamente popular. Su producción continuó hasta 1990.

### Honda y Rover
En los años ochenta, British Aerospace (una empresa aeronáutica) se hizo cargo del grupo.
Para ello, pagó al Gobierno 150 millones de libras. Sin embargo, no logró sanear la compañía. Tan solo un año después de comprarla, vendió el 20 por ciento a Honda, con la que desarrollaría diferentes modelos. El Triumph Acclaim fue el primer coche que surgió de este acuerdo de colaboración. Posteriormente surgieron otros vehículos como el Rover 200 (el primer coche en llevar el nombre de Rover en mucho tiempo). Posteriormente llegó la serie 800. Land Rover en su 40 aniversario también lanzó nuevos modelos. Este coche fue la primera versión producida de la serie 800 que fue presentada en el verano de 1986. Se desarrollaron con Honda los modelos 800 incorporando los motores V6 de 2,5 litros o el Rover M16 con motor de 2 litros y 16 válvulas. Este vehículo fue el primero con tracción delantera.
En el año 1994, BMW se hace con Rover por 800 millones de euros. Además, tiene que asumir una deuda de 900 millones de euros.
Las constantes pérdidas económicas de Rover le valieron el sobrenombre de “el paciente inglés” en la prensa alemana.

## Modelos Rover

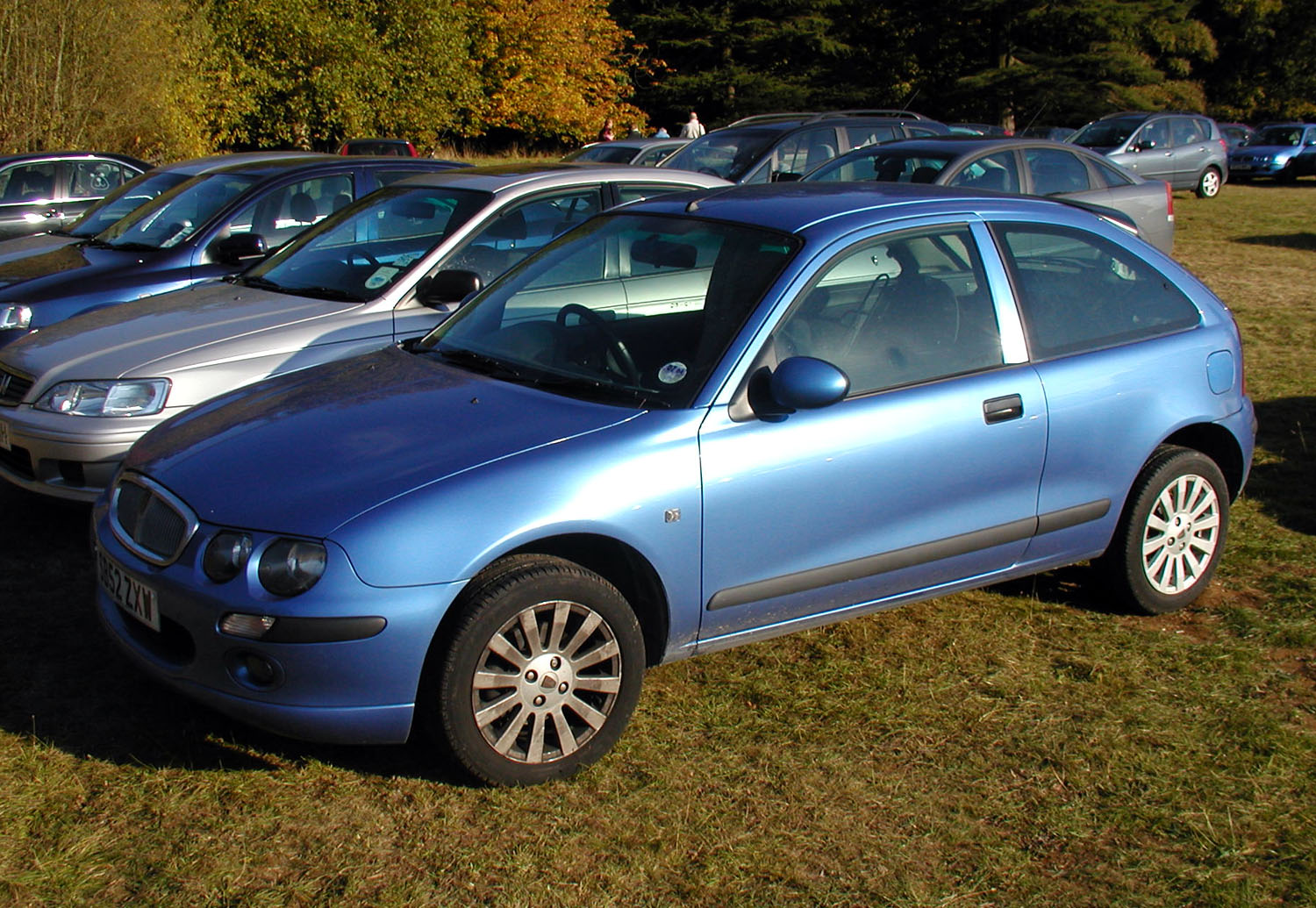
2002 Rover 25.

Anteriores a la Segunda Guerra Mundial
- 1929-1947 Rover 10
- 1929-1932 Rover 2-Litre
- 1930 Rover Light Six
- 1930-1934 Rover Meteor (16HP/20HP)
- 1931-1940 Rover Speed 20
- 1932-1933 Rover Pilot/Speed Pilot
- 1932-1932 Rover Scarab
- 1934-1948 Rover 12
- 1934-1948 Rover 14/Speed 14
- 1936-1948 Rover 16

Compactos
- 1984-1999 Rover 200 (213/214/216)
- 1999-2005 Rover 25
- 2003-2005 Rover Streetwise

Medianos
- 1948-1949 Rover P3 (60/75)
- 1949-1964 Rover P4 (60/75/80/90/95/100/105/110)
- 1963-1976 Rover P6 (2000/2200)
- 1976-1986 Rover SD1 (2000/2300/2400/2600)
- 1982-1994 Rover Maestro
- 1984-1995 Rover Montego
- 1990-1998 Rover 400 (414/416/418/420)
- 1999-2005 Rover 45

Grandes
- 1958-1973 Rover P5 (3-Litre/3.5-Litre)
- 1963-1976 Rover P6 (3500)
- 1976-1986 Rover SD1 (3500/Vitesse)
- 1993-1999 Rover 600 (618/620/623)
- 1986-1998 Rover 800 (820/825/827) and Sterling
- 1998-2005 Rover 75

Pequeños
- 1980-1993 Rover Metro
- 1994-1998 Rover 100
- 2003-2005 CityRover

## Línea temporal
| 1885                  | 1896                  | 1901                  | 1904                  | 1905                  | 1910                  | 1913                  | 1922                  | 1930                  | 1951                  | 1952                      | 1961                      | 1962                      | 1965                      | 1966                      | 1967                      | 1968                              | 1981                              | 1982               | 1985               | 1986             | 1987             | 1993             | 1999                            | 2000                            | 2005                                  | 2006                                  | 2010                                  | 2011                                  | Presente                              |
| --------------------- | --------------------- | --------------------- | --------------------- | --------------------- | --------------------- | --------------------- | --------------------- | --------------------- | --------------------- | ------------------------- | ------------------------- | ------------------------- | ------------------------- | ------------------------- | ------------------------- | --------------------------------- | --------------------------------- | ------------------ | ------------------ | ---------------- | ---------------- | ---------------- | ------------------------------- | ------------------------------- | ------------------------------------- | ------------------------------------- | ------------------------------------- | ------------------------------------- | ------------------------------------- |
| Triumph Motor Company | Triumph Motor Company | Triumph Motor Company | Triumph Motor Company | Triumph Motor Company | Triumph Motor Company | Triumph Motor Company | Triumph Motor Company | Triumph Motor Company | Triumph Motor Company | Triumph Motor Company     | Triumph Motor Company     | Leyland Motor Corporation | Leyland Motor Corporation | Leyland Motor Corporation | Leyland Motor Corporation | British Leyland Motor Corporation | British Leyland Motor Corporation | Austin Rover Group | Austin Rover Group | Rover Group plc  | Leyland DAF      | Leyland DAF      | LDV Group (Paccar)              | LDV Group (Paccar)              | Roewe - MG Motor - Maxus (SAIC Motor) | Roewe - MG Motor - Maxus (SAIC Motor) | Roewe - MG Motor - Maxus (SAIC Motor) | Roewe - MG Motor - Maxus (SAIC Motor) | Roewe - MG Motor - Maxus (SAIC Motor) |
|                       | Leyland Motor Ltd.    | Leyland Motor Ltd.    | Leyland Motor Ltd.    | Leyland Motor Ltd.    | Leyland Motor Ltd.    | Leyland Motor Ltd.    | Leyland Motor Ltd.    | Leyland Motor Ltd.    | Leyland Motor Ltd.    | Leyland Motor Ltd.        | Leyland Motor Ltd.        | Leyland Motor Corporation | Leyland Motor Corporation | Leyland Motor Corporation | Leyland Motor Corporation | British Leyland Motor Corporation | British Leyland Motor Corporation | Austin Rover Group | Austin Rover Group | Rover Group plc  | Rover Group plc  | Rover Group plc  | MG Rover Group                  | MG Rover Group                  | Roewe - MG Motor - Maxus (SAIC Motor) | Roewe - MG Motor - Maxus (SAIC Motor) | Roewe - MG Motor - Maxus (SAIC Motor) | Roewe - MG Motor - Maxus (SAIC Motor) | Roewe - MG Motor - Maxus (SAIC Motor) |
|                       |                       | Rover Company         |                       |                       |                       |                       |                       |                       |                       |                           |                           | Leyland Motor Corporation | Leyland Motor Corporation | Leyland Motor Corporation | Leyland Motor Corporation | British Leyland Motor Corporation | British Leyland Motor Corporation | Austin Rover Group | Austin Rover Group | Rover Group plc  | Rover Group plc  | Rover Group plc  | MG Rover Group                  | MG Rover Group                  | Roewe - MG Motor - Maxus (SAIC Motor) | Roewe - MG Motor - Maxus (SAIC Motor) | Roewe - MG Motor - Maxus (SAIC Motor) | Roewe - MG Motor - Maxus (SAIC Motor) | Roewe - MG Motor - Maxus (SAIC Motor) |
|                       | Riley Motors          | Riley Motors          | Riley Motors          | Riley Motors          | Riley Motors          | Riley Motors          | Riley Motors          | Riley Motors          | Riley Motors          | British Motor Corporation | British Motor Corporation | British Motor Corporation | British Motor Corporation | British Motor Holdings    | British Motor Holdings    | British Leyland Motor Corporation | British Leyland Motor Corporation | Austin Rover Group | Austin Rover Group | Rover Group plc  | Rover Group plc  | Rover Group plc  | MG Rover Group                  | MG Rover Group                  | Roewe - MG Motor - Maxus (SAIC Motor) | Roewe - MG Motor - Maxus (SAIC Motor) | Roewe - MG Motor - Maxus (SAIC Motor) | Roewe - MG Motor - Maxus (SAIC Motor) | Roewe - MG Motor - Maxus (SAIC Motor) |
|                       |                       | Wolseley Motors       |                       |                       |                       |                       |                       |                       |                       | British Motor Corporation | British Motor Corporation | British Motor Corporation | British Motor Corporation | British Motor Holdings    | British Motor Holdings    | British Leyland Motor Corporation | British Leyland Motor Corporation | Austin Rover Group | Austin Rover Group | Rover Group plc  | Rover Group plc  | Rover Group plc  | MG Rover Group                  | MG Rover Group                  | Roewe - MG Motor - Maxus (SAIC Motor) | Roewe - MG Motor - Maxus (SAIC Motor) | Roewe - MG Motor - Maxus (SAIC Motor) | Roewe - MG Motor - Maxus (SAIC Motor) | Roewe - MG Motor - Maxus (SAIC Motor) |
|                       |                       |                       | Austin Motor Company  |                       |                       |                       |                       |                       |                       | British Motor Corporation | British Motor Corporation | British Motor Corporation | British Motor Corporation | British Motor Holdings    | British Motor Holdings    | British Leyland Motor Corporation | British Leyland Motor Corporation | Austin Rover Group | Austin Rover Group | Rover Group plc  | Rover Group plc  | Rover Group plc  | MG Rover Group                  | MG Rover Group                  | Roewe - MG Motor - Maxus (SAIC Motor) | Roewe - MG Motor - Maxus (SAIC Motor) | Roewe - MG Motor - Maxus (SAIC Motor) | Roewe - MG Motor - Maxus (SAIC Motor) | Roewe - MG Motor - Maxus (SAIC Motor) |
|                       |                       |                       |                       | Morris Motors         | Morris Motors         | Morris Motors         | Morris Motors         | Morris Motors         | Morris Motors         | British Motor Corporation | British Motor Corporation | British Motor Corporation | British Motor Corporation | British Motor Holdings    | British Motor Holdings    | British Leyland Motor Corporation | British Leyland Motor Corporation | Austin Rover Group | Austin Rover Group | Rover Group plc  | Rover Group plc  | Rover Group plc  | MINI (BMW)                      | MINI (BMW)                      | MINI (BMW)                            | MINI (BMW)                            | MINI (BMW)                            | MINI (BMW)                            | MINI (BMW)                            |
|                       |                       |                       |                       |                       |                       |                       |                       | MG Cars               | MG Cars               | British Motor Corporation | British Motor Corporation | British Motor Corporation | British Motor Corporation | British Motor Holdings    | British Motor Holdings    | British Leyland Motor Corporation | British Leyland Motor Corporation | Austin Rover Group | Austin Rover Group | Rover Group plc  | Rover Group plc  | Rover Group plc  | Premier Automotive Group (Ford) | Premier Automotive Group (Ford) | Premier Automotive Group (Ford)       | Premier Automotive Group (Ford)       | Jaguar Land Rover (Tata Motors)       | Jaguar Land Rover (Tata Motors)       | Jaguar Land Rover (Tata Motors)       |
|                       |                       |                       |                       |                       | Jaguar Cars Ltd.      | Jaguar Cars Ltd.      | Jaguar Cars Ltd.      | Jaguar Cars Ltd.      | Jaguar Cars Ltd.      | Jaguar Cars Ltd.          | Jaguar Cars Ltd.          | Jaguar Cars Ltd.          | Jaguar Cars Ltd.          | British Motor Holdings    | British Motor Holdings    | British Leyland Motor Corporation | British Leyland Motor Corporation | Jaguar Cars Ltd.   | Jaguar Cars Ltd.   | Jaguar Cars Ltd. | Jaguar Cars Ltd. | Jaguar Cars Ltd. | Premier Automotive Group (Ford) | Premier Automotive Group (Ford) | Premier Automotive Group (Ford)       | Premier Automotive Group (Ford)       | Jaguar Land Rover (Tata Motors)       | Jaguar Land Rover (Tata Motors)       | Jaguar Land Rover (Tata Motors)       |
|                       |                       |                       |                       |                       | Aston Martin          | Aston Martin          | Aston Martin          | Aston Martin          | Aston Martin          | Aston Martin              | Aston Martin              | Aston Martin              | Aston Martin              | Aston Martin              | Aston Martin              | Aston Martin                      | Aston Martin                      | Aston Martin       | Aston Martin       | Aston Martin     | Aston Martin     | Aston Martin     | Premier Automotive Group (Ford) | Premier Automotive Group (Ford) | Premier Automotive Group (Ford)       | Premier Automotive Group (Ford)       | Aston Martin plc                      | Aston Martin plc                      | Aston Martin plc                      |